# Jean Reymond
Jean Émile André Reymond (* 2. Mai 1912 in Saint-Bonnet-de-Valclérieux, Département Drôme; † 12. April 1992 in Paris) war ein französischer Verwaltungsbeamter und Politiker, der unter anderem Präfekt mehrerer Départements sowie zwischen 1963 und 1966 Staatsminister von Monaco war.

## Leben
Jean Émile André Reymond, Sohn von Felix Reymond (1888–1955) und Elise Baux Reymond (1887–1946), begann nach dem Besuch des Lycée in Valence und Lyon ein Studium der Rechtswissenschaften an der Universität Lyon, das er mit einem Licence en droit beendete. Er absolvierte zudem Studiengänge an der École libre des sciences politiques (ELSP), der École des hautes études commerciales de Paris (HEC Paris) sowie dem Institut des hautes études de défense nationale (IHEDN). 
Er trat danach als Beamter des Innenministeriums in den Staatsdienst und fand in den darauf folgenden Jahren zahlreiche Verwendungen als persönlicher Referent (chef de cabinet) von Präfekten, Generalsekretär von Präfekturen und Unterpräfekt (Sous-préfet). Er war mehrmals Mitarbeiter des sozialistischen Politikers Jules Moch, und zwar als interimistischer Leiter des Privatsekretariats (chef du secrétariat particulier) während dessen Funktion als Staatssekretär beim Premierminister (Juni 1937 bis März 1938) und als Minister für öffentliche Arbeiten (März 1938 bis April 1938). Im Zweiten Weltkrieg diente Reymond von August 1939 bis August 1940 als Leutnant und wurde für seine Verdienste mit dem Croix de guerre 1939–1945 ausgezeichnet. Während der deutschen Besetzung Frankreichs war er unter dem Vichy-Regime weiter in der Präfekturverwaltung tätig. 
Nach der Befreiung und dem Ende des Zweiten Weltkriegs arbeitete er als stellvertretender Leiter des Ministerbüros (directeur-adjoint de cabinet) erneut für Jules Moch während dessen Tätigkeit als Minister für öffentliche Arbeiten und Verkehr (November 1945 bis Oktober 1946). Am 3. Oktober 1946 wurde Reymond als Nachfolger von Jean Latscha Präfekt (Préfet) im Département Corrèze und bekleidete diese Funktion bis zum 11. Dezember 1947, woraufhin Jean Chapel seine Nachfolge antrat. Für seine Verdienste wurde er am 16. Oktober 1947 zum Ritter der Ehrenlegion ernannt. Nach verschiedenen anderen Funktionen übernahm er am 20. Juni 1950 von Paul-Émile Grimaud den Posten als Präfekt im Département Marne und behielt diesen bis zu seiner Ablösung durch Pierre Chaussade am 21. Juli 1951. Anschließend wurde Reymond für drei Jahre zur Leitung des Journal officiel (des französischen Amtsblatts, in dem neue Gesetze und Verordnungen veröffentlicht werden) abgeordnet. Er wurde am 15. Dezember 1953 als Offizier der Ehrenlegion ausgezeichnet.
Am 15. Dezember 1954 übernahm Reymond von Pierre-Jean Moattiden Posten als Präfekt im Département Oise, den er bis zu seiner Ablösung durch Marcel Gey am 19. März 1957 innehatte. Er selbst wiederum löste am 19. März 1957 Gabriel Delaunay als Präfekt im Département Basses-Pyrénées ab und behielt dieses Amt bis zum 18. April 1960, woraufhin Jean Wolff seine Nachfolge antrat. Daraufhin wurde er am 18. April 1960 als Nachfolger von Georges Lahillonne als Leiter der Die Generaldirektion für Kommunalverwaltungen DGCL (Direction générale des Collectivités locales), eine 1960 gegründete, dem Innenministerium angegliederte Zentralverwaltung, die bis 2012 ausschließlich für die Kommunalverwaltungen zuständig war. Er bekleidete diese Funktion bis zum 13. August 1963 und wurde danach von Gabriel Pallez abgelöst. Am 12. Juli 1961 wurde er für seine Verdienste zudem zum Kommandeur der Ehrenlegion ernannt.
Am 13. August 1963 ernannte Fürst Rainier III. von Monaco Reymond zum Staatsminister, d. h. Regierungschef, seines Fürstentums. Nach einem damals geltenden Vertrag zwischen Frankreich und Monaco musste der Staatsminister ein Franzose sein, den der Fürst aus einer Anzahl von Vorschlägen der französischen Regierung auswählen konnte. Im Jahr zuvor hatte Rainier III. im Zuge eines Streits mit Frankreich den Staatsminister Émile Pelletier entlassen und vorübergehend den gebürtigen Monegassen Pierre Blanchy mit der Regierungsführung betraut. In der Zwischenzeit war der Streit jedoch durch den Abschluss eines Besteuerungsabkommens zwischen den beiden Staaten beigelegt worden. Reymond bekleidete das Amt als Regierungschef von Monaco bis zum 28. Dezember 1966, woraufhin Paul Demange ihn ablöste.
Reymond wurde am 21. Dezember 1967 aus dem Dienst als Präfekt beurlaubt und trat am 6. Dezember 1972 mit dem Ehrentitel Préfet honoraire in den Ruhestand. Während seiner Beurlaubung war er vom 5. Januar 1968 bis 1971 Präsident des Verwaltungsrates der Finanzagentur des Bassin Adour-Garonne, sowohl ein hydrografisches Becken als auch ein Verwaltungsbezirk eines französischen Beckens, im Zuständigkeitsbereich der sogenannten „Beckenbehörden“ (Instances de bassin), die das für die Wasserverwaltung zuständige Adour-Garonne-Beckenkomitee und die die Wasserbehörde Adour-Garonne vereinte. Zugleich war er zwischen 1968 und 1981 Präsident des interprofessionellen Ausschusses der Region Paris. Darüber hinaus war er zwischen 1969 und 1981 Präsident und Generaldirektor von Transports Presse und des Weiteren von 1969 bis 1980 Präsident des Rates der Allgemeinen Wassergesellschaft (Compagnie générale des Eaux) und des Verwaltungsrates der von Aimé Bonna gegründeten Société des Tuyaux Bonna. 1971 wurde er außerdem Bürgermeister von Senlis, eine Kleinstadt im Département Oise, und bekleidete dieses Amt bis 1974.
Aus seiner Ehe mit Micheline Françoise Suzanne Seguin (1913–2011) gingen die Kinder Jean-Michel Charles Reymond und Françoise Jacqueline Yolande Reymond hervor.